# Daewoo Nubira
Daewoo Nubira je osobní automobil vyráběn jihokorejskou automobilkou Daewoo. Název Nubira znamená jihokorejsky „svoboda“. Vůz se vyráběl od roku 1997 do roku 2009 ve třech generacích.

## První generace
Automobil Daewoo Nubira byl poprvé představen v roce 1997. Karoserii navrhla italská firma IDEA design ve třech variantách:
- čtyřdveřový sedan – délka: 4467 mm, šířka: 1700 mm, výška: 1425 mm
- pětidveřové kombi – délka: 4514 mm, šířka: 1700 mm, výška: 1433 mm
- pětidveřový hatchback – délka: 4248 mm, šířka: 1700 mm, výška: 1425 mm

Výroba začala roku 1997 a skončila v roce 1999. Auto je oceňováno pro jeho dobrou cenu, výbavu, motory a ochranu proti korozi. Nevýhodami jsou naopak vysoká spotřeba, interiér. Tlumiče dobře pohlcují nerovnosti, ale jejich nevýhodou je přílišný náklon při zatáčkách. V Holandsku získala Nubira ocenění automobil roku 1998.

### Motory
- 1498 cm³ 81 kW (110 koní)
- 1598 cm³ DOHC E-TEC 78 kW (106 koní)
- 1998 cm³ DOHC D-TEC 98 kW (133 koní)

## Druhá generace
Druhá generace byla ve výrobě mezi lety 1999 a 2003. Byly provedeny změny prostřednictvím firmy Italdesign. Všechny typy se rozšířily o 20 milimetrů a kombi se o 36 prodloužilo. V přední části auta je rozdíl vidět nejvíce, vůz má zcela jiná světla, větší mřížku chladiče a jiný nárazník, vzadu jsou viditelné změny uskupení světel a také trochu jiný nárazník. Zároveň se rozšířila řada motorů.

### Motory
- 1498 cm³, 81 kW (110 koní)
- 1598 cm³, 78 kW (106 koní)
- 1796 cm³, 100 kW (136 koní)
- 1998 cm³, 98 kW (133 koní)

## Třetí generace

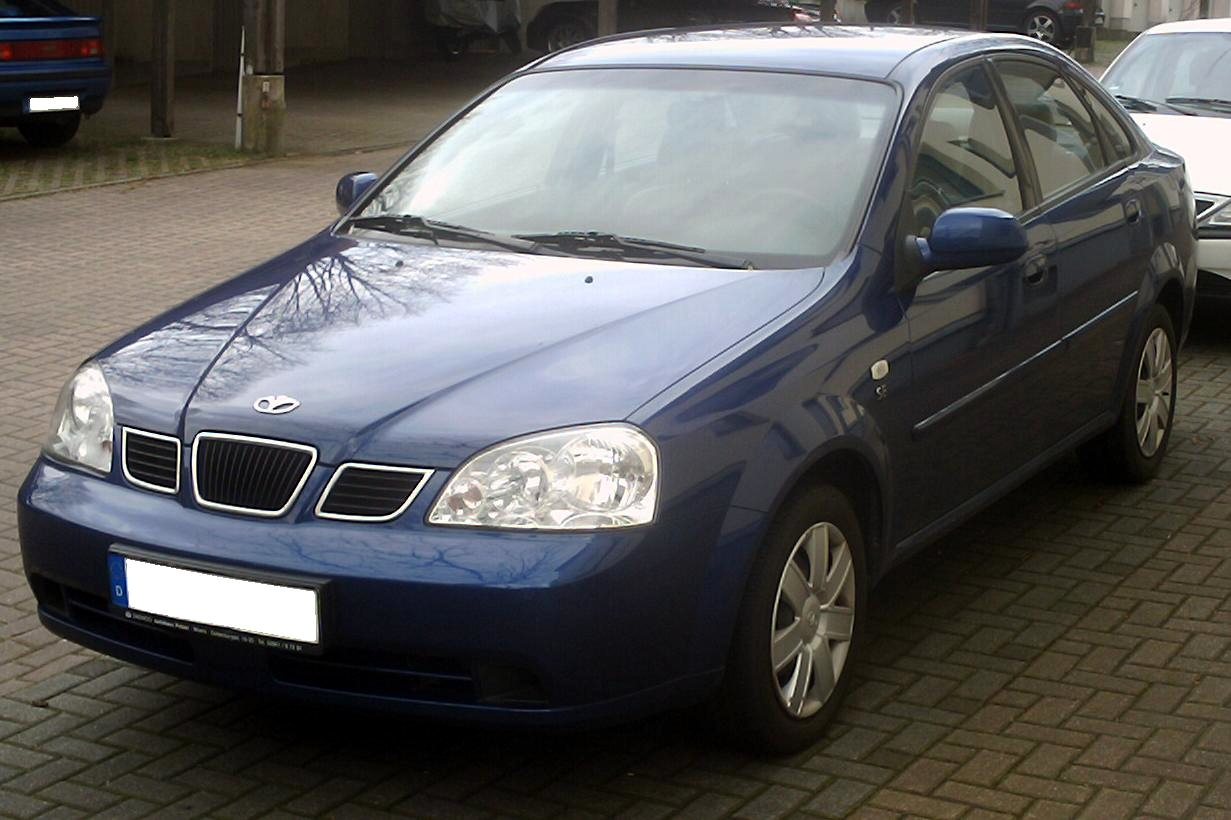
Daewoo Nubira III

Třetí generace je vyráběna od roku 2003 do roku 2009. Pod názvem Nubira se prodává jen sedan a kombi, hatchback třetí generace se jmenuje Lacetti. Nový vzhled vymyslelo studio Pininfarina. Všechny typy karoserií se zvětšily: délka u sedanu se na 4500 mm a u kombi na 4800 mm. Rovněž se všechny typy rozšířily o 5 mm, tedy na 1725 mm a výška je také větší – 1480 mm. Vyráběl se od roku 2003 do roku 2009. Motory jsou stejné jako u předchozí generace.